# Lasomin
Lasomin (prononciation : [laˈsɔmin]) est un village polonais de la gmina de Siennica dans le powiat de Mińsk de la voïvodie de Mazovie dans le centre-est de la Pologne.
Il se situe à environ 3 kilomètres au sud-ouest de Siennica (siège de la gmina), 13 kilomètres au sud de Mińsk Mazowiecki (siège du powiat) et à 44 kilomètres au sud-est de Varsovie (capitale de la Pologne).

## Histoire
De 1975 à 1998, le village appartenait administrativement à la voïvodie de Siedlce.